# Karan Singh
Pour les articles homonymes, voir Singh.
Karan Singh, né Karan Singh Indar Mahindar Bahadur le 9 mars 1931 à Cannes, est un homme politique, diplomate et écrivain indien, maharadjah du Jammu-et-Cachemire. Il a été ministre entre 1967 et 1980. Singh a étudié à la Doon School.

## Biographie
Son père, le maharadjah Hari Singh, est le dernier dirigeant de l’État princier du Jammu-et-Cachemire. Il étudie à Dehra Dun et obtient un baccalauréat ès arts au Sri Patrap Sing College de Srinagar, à l’université du Jammu-et-Cachemire, une maîtrise ès arts en science politique puis un doctorat à l’université de Delhi.
En 1949, alors âgé de 18 ans, il devient régent de l’État du Jammu-et-Cachemire, après l’abdication de son père à la suite du rattachement du Jammu-et-Cachemire à l’Inde. Il en reste le dirigeant sous différents titres jusqu’en 1967.
Il est alors élu député au Lok Sabha – la chambre basse du Parlement indien – et est nommé ministre du Tourisme et de l’Aviation civile. En 1973, un accident d’avion le conduit à démissionner et devient ministre de la Santé et de la Famille puis ministre de l’Éducation et de la Culture en 1979. 
En 1980, il quitte l’assemblée et le gouvernement. Il s’investit dans de nombreuses associations culturelles et devient chancelier de l'Université hindoue de Bénarès, de la Jammu and Kashmir University et de la Jawaharlal Nehru University.
En 1989, Karan Singh est nommé ambassadeur d’Inde près les États-Unis mais démissionne l’année suivante, une fois redevenu député. En 1996, il est élu à la chambre haute du Parlement indien. Il est actuellement responsable du département des affaires étrangères du comité central du Parti du Congrès.
Il est membre d'honneur du Club de Rome et du Club de Budapest.

## Publications
- Towards A New India, 1974
- Population, Poverty and the Future of India, 1975
- One Man's World, 1986
- Essays on Hinduism, Ratna Sagar, 1987.
- Humanity at the Crossroads, avec Daisaku Ikeda, Oxford University Press, 1988.
- Autobiography, 2 vols., 1989
- Brief Sojourn, 1991
- Hymn to Shiva and Other Poems, 1991
- The Transition to a Global Society, 1991
- Mountain of Shiva, 1994
- Prophet of Indian Nationalism
- Hinduism, Sterling Publishers Pvt. Ltd, 2005
- Mundaka Upanishad: The Bridge to Immortality
- Ten Gurus of the Sikhs Their Life Story, Tr. into English Pramila Naniwadekar & Moreshwar Naniwadekar
- Nehru's Kashmir, Wisdom Tree
- A Treasury of Indian Wisdom, Penguin Ananda, 2010